# جريج جنكينز
جريج جنكينز (بالإنجليزية: Greg Jenkins)‏ (و. 1989 – م) هو لاعب كرة قدم أمريكية، من الولايات المتحدة الأمريكية، ولد في ديد سيتي، فلوريدا.